# مرح
شو
المرح هو التمتع والشعور بالمتعة، لا سيما في الأنشطة الترفيهية.
المرح هو تجربة غير متوقعة في كثير من الأحيان، لأن الشعور بالمرح لايتطلب التكلف أو هدف محدد فهو إلهاء ممتع للنفس، يحول العقل والجسم عن أي مهمة جدية.
على الرغم من ارتباط المرح بشكل خاص بالترفيه واللعب، فالمرح أثناء العمل والوظائف الاجتماعية وحتى أنشطة الحياة اليومية غالبًا ما يكون له أساس منطقي قليل أو لا أساس له، وقد تختلف الآراء حول ما إذا كان النشاط ممتعًا ومرحاً من شخص لآخر. فمن الصعب التعبير عن المرح ووضعه في نطاق محدد، لكن من الممكن التعبير عنه بـأن المرح حدثًا تلقائيًا أو يكون بشكل مقصود ومخطط له.

إستعمالات كلمة المرح

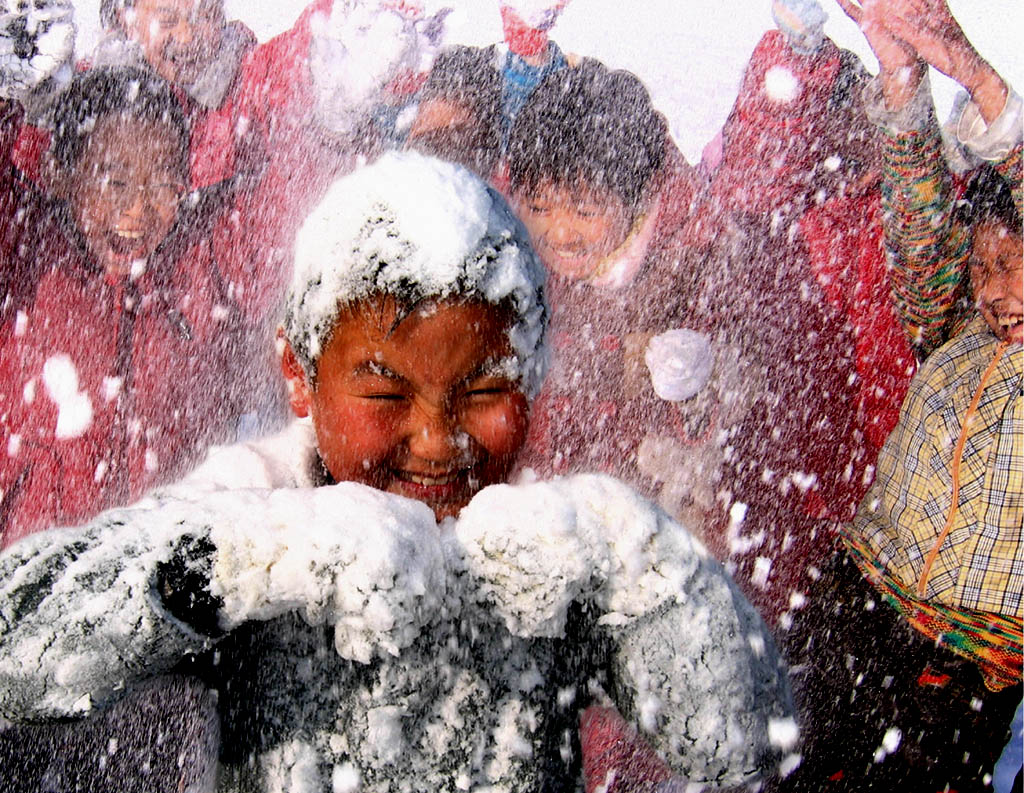
الأطفال يمرحون باللعب في الثلج

الطريقة التي يتم بها استخدام كلمة المرح بالتعبيرات مثل «استمتع!» و «كان ذلك ممتعا!» تشير إلى أن المتعة متعة وشخصية ولا يمكن التنبؤ بها إلى حد ما.
يمكن ملاحظة تلاشي المرح عندما يصبح النشاط الذي يتم اعتباره ممتعًا هدفًا كالرياضات الرياضيه.
تعتبر العديد من الأنشطة البدنية والرياضات الفردية ممتعة حتى يسعى المشارك إلى الفوز في مسابقة، وفي هذه المرحلة قد يختفي الكثير من المرح مع تشديد تركيز الفرد على هدفه فالتزلج على الأمواج مثال على ذلك.
يمكن رؤية المرح من خلال الموسيقى والرياضيات واللغات، وعادة ما يكون من الصعب للغاية إتقانها.

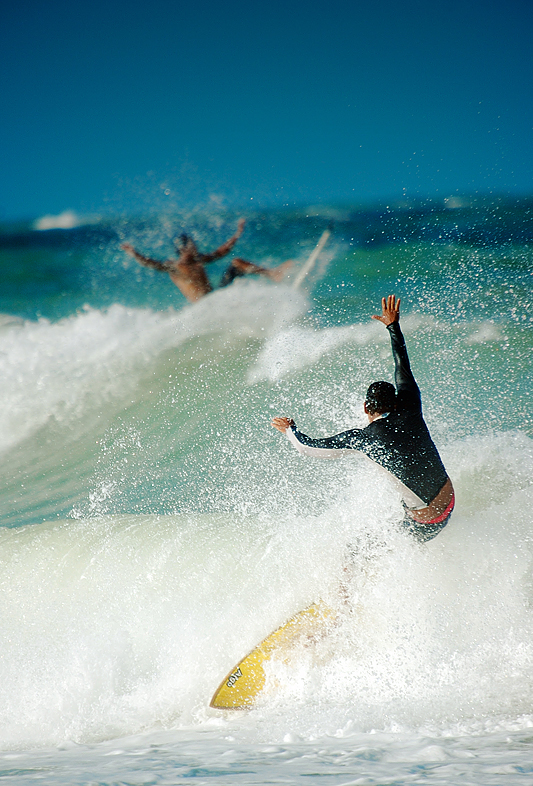
التزلج على الأمواج نوع من أنواع الرياضه المرحه.

== نشاطات المرح ==بطة
توفر العديد من الأنشطة البدنية فرصًا للعب والحصول على المرح. من الممكن أن تكون أ من الحالات البدنية والعقلية.

## علم النفس والمرح

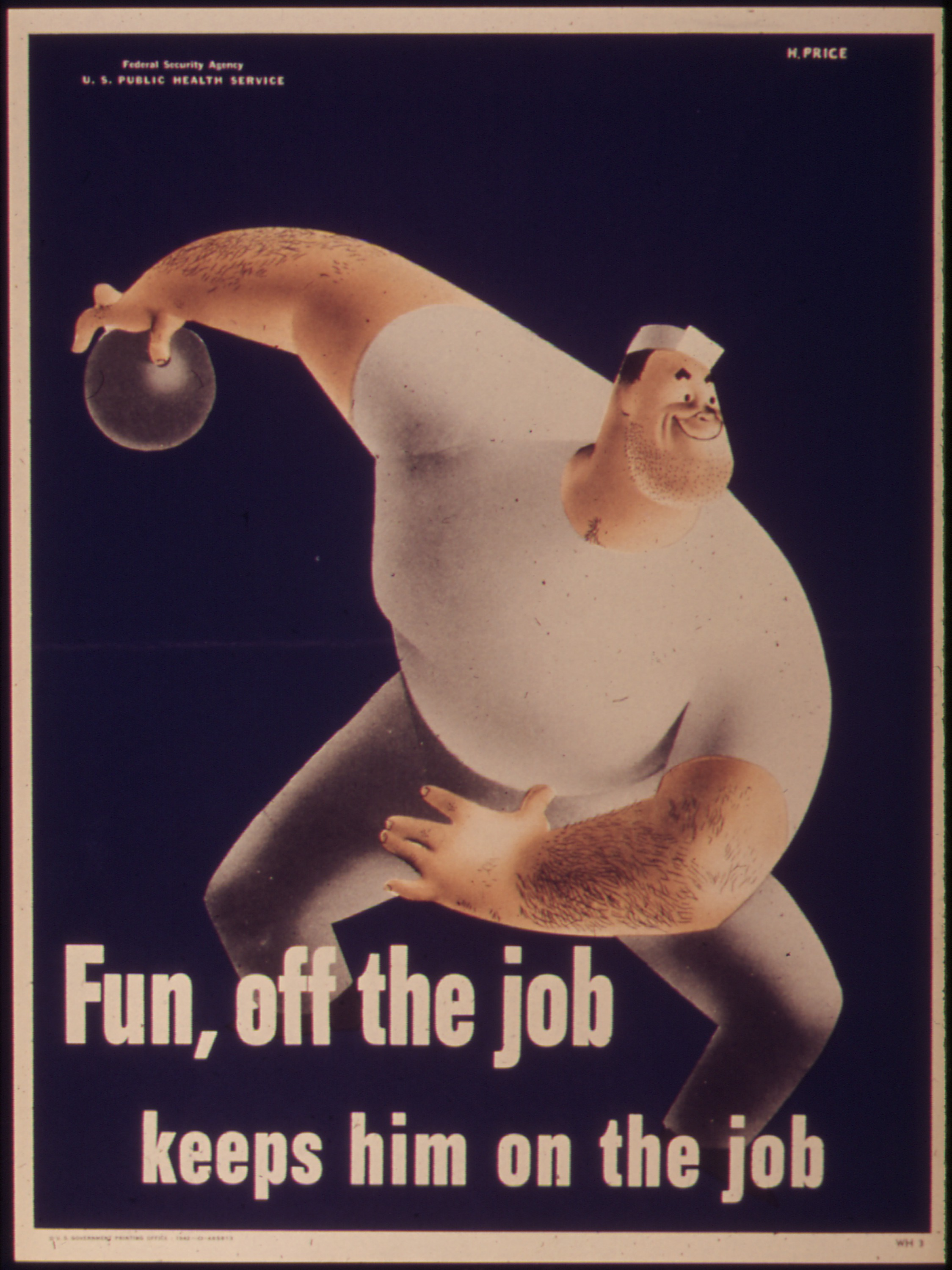
ملصق حول أهمية المرح

وفقا ليوهان هوزينجا، المرح هو «فئة أساسية للغاية من الحياة، مألوفة للجميع وصولا إلى مستوى الحيوان». تكشف الدراسات النفسية عن أهمية المرح وتأثيره على إدراك الوقت، والذي يقال إنه يقصر أحيانًا عندما يستمتع المرء. كما يقول المثل: «الوقت يطير عندما تستمتع».
لقد تم اقتراح أن الألعاب والأنشطة التي يُنظر إليها على أنها مرحه غالباً ما تكون صعبة بشكل ما. عندما يواجه الشخص تحديًا يفكر بوعي ويتغلب على التحدي ويتعلم شيئًا جديدًا، فمن الأرجح أن يستمتع بتجربة جديدة وينظر إليها على أنها مرحه. يبدو أن التغيير من الأنشطة الروتينية هو جوهر هذا التصور، لأن الناس يقضون معظم يوم عادي في أنشطة روتينية تتطلب تفكيرًا واعيًا محدودًا.
يعالج الدماغ المعلومات الروتينية على أنها «نمط منقسم»: «نادراً ما ننظر إلى العالم الحقيقي»، وفقًا لمصمم اللعبة Raph Koster ، «بدلاً من ذلك نتعرف على شيء قمنا بتقسيمه، ونتركه في ذلك. [. . . ] قد يقول المرء أن جوهر الكثير من الفن هو إجبارنا على رؤية الأشياء كما هي بالفعل وليس كما نفترض أنها».
يُنظر إلى المتعة في بعض الأحيان على أنها «مادة اجتماعية»، وهي مهمة في إضافة «متعة الفرد في الحياة» والمساعدة في «العمل كحاجز ضد الإجهاد».
بالنسبة للأطفال، فإن المرح مرتبط بشدة باللعب ولديهم قدرة كبيرة على استخراج المتعة منه بطريقة تلقائية ومبتكرة.

## علم وظائف الأعضاء
حدد بعض العلماء مناطق في الدماغ والتي يتم تحفيزها عند مواجهة «ظروف غير عادية أو مفاجئة».
يتم تلقي المعلومات في البداية في الحصين، موقع دمج الذاكرة على المدى الطويل، حيث يحاول الدماغ مطابقة المعلومات الجديدة مع أنماط يمكن التعرف عليها مخزنة في الذاكرة طويلة المدى. عندما يكون غير قادر على القيام بذلك، يقوم الدماغ بإطلاق الدوبامين، وهي مادة كيميائية تحفز اللوزة، وهو موقع الانفعال، وتخلق شعورًا مرتبطًا بالذاكرة الجديدة. وبعبارة أخرى، يتم إنشاء المرح عن طريق تحفيز الدماغ.

## في الثقافة الشعبية
في العالم الحديث، تُباع المتعة كمنتج استهلاكي في شكل ألعاب وتحف وتليفزيون وألعاب وغيرها من الألعاب الترفيهية. ينتقد علماء الاجتماع الماركسيون ، مثل مدرسة فرانكفورت، المرح المصنّع على نطاق واسع باعتباره محسوبًا وفارغًا بحيث لا يكون مرضيًا تمامًا.
بيل جريفيث يهزأ من خلل النطق هذا عندما يسأل شخصيته الكرتونية Zippy the Pinhead ميكانيكيا، «هل نستمتع بعد؟» في أغنية البيتلز " She's Leaving Home " تسمى «الشيء الوحيد الذي لا يمكن للمال شراءه.» 